# Юрченко Герман Юрійович
Герман Юрійович Юрченко (9 жовтня 1939, м. Іркутськ, РРФСР — 3 червня 2025, Полтава, Україна) — український музикант, педагог і культурний діяч, народний артист України (2004).

## Життєпис
Народився 9 жовтня 1939 року в Іркутську. Закінчив Харківський інститут мистецтв. З 1964 року працював в Полтаві: викладав фортепіано в музичному училищі ім. М. Лисенка, очолював обласну філармонію, був доцентом кафедри хореографії Полтавського національного педагогічного університету ім. В. Г. Короленка.
Герман Юрченко зробив значний внесок у розвиток музичної культури Полтавщини, організовував концерти, виховував молодих музикантів і активно займався просвітницькою діяльністю.
Пішов із життя 3 червня 2025 року.

## Відзнаки
- Народний артист України (2004)
- Заслужений діяч мистецтв України (1993)[2]